# Gabacut
Der Gabacut ist ein Fluss in Frankreich, der in der Region Auvergne-Rhône-Alpes verläuft. Er entspringt im Gemeindegebiet von Égliseneuve-d’Entraigues, entwässert generell in südwestlicher Richtung durch den Regionalen Naturpark Volcans d’Auvergne und mündet nach insgesamt rund 19 Kilometern an der Gemeindegrenze von Trémouille und Montboudif als rechter Nebenfluss in die Rhue. Auf seinem Weg durchquert der Gabacut die Départements Puy-de-Dôme und Cantal.

## Orte am Fluss
(Reihenfolge in Fließrichtung)
- Chez Gouny, Gemeinde Égliseneuve-d’Entraigues
- Chabrol, Gemeinde Saint-Genès-Champespe
- Le Cloudert, Gemeinde Trémouille

## Sehenswürdigkeiten
Die Kaskaden von Cornillou (manchmal auch Cournillou geschrieben) im Mündungsabschnitt des Flusses.